# فرودگاه شینیانگا
فرودگاه شینیانگا (به انگلیسی: Shinyanga Airport) یک فرودگاه همگانی، غیرنظامی با کد یاتا SHY است که یک باند فرود سنگفرش دارد و طول باند آن ۱۳۹۰ متر است. این فرودگاه در شهر شینیانگا کشور تانزانیا قرار دارد و در ارتفاع ۱۱۸۰ متری از سطح دریا واقع شده است.